# Platonismo medio

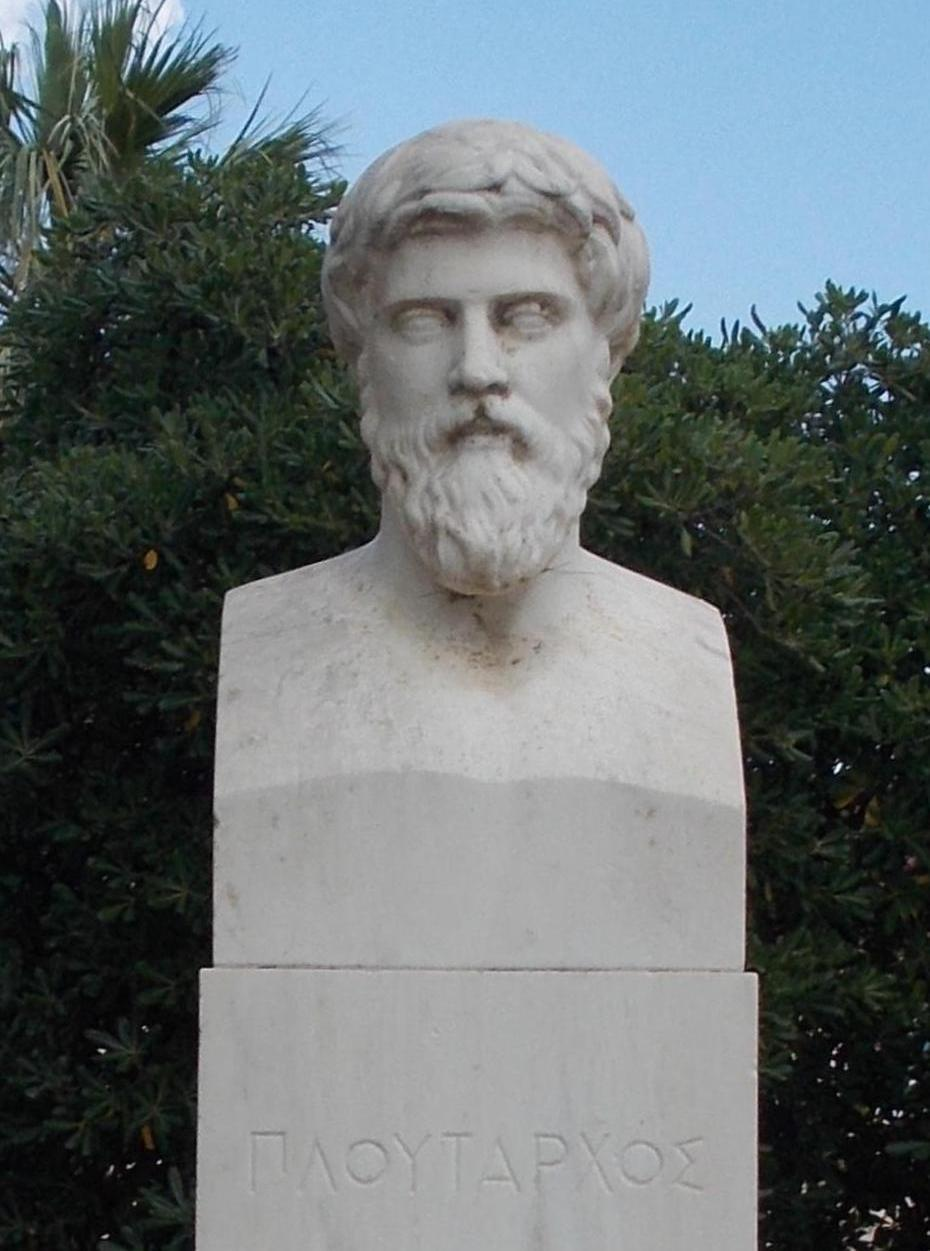
Plutarco

El platonismo medio, o mesoplatonismo, es una denominación, «una categoría historiográfica, no una escuela de pensamiento» reciente dada a la etapa en el desarrollo de filosofía platónica. Dura desde aproximadamente el año 80-90 a. C. –cuándo Antioco de Ascalón rechazó el escepticismo de la Academia de Atenas– hasta el desarrollo de neoplatonismo bajo Plotino a mediados siglo III. Es decir, abarca a los discípulos de Platón surgidos en la primera mitad del siglo I a. C. hasta la generación anterior a Plotino.
El platonismo medio absorbió muchas doctrinas de las escuelas rivales peripatética y estoicas. Constituye uno de los antecedentes principales a partir del cual surgirá el neoplatonismo. Enmarca una transición entre la Academia Antigua y la extraordinaria evolución iniciada por Plotino. Incluye «las doctrinas de un grupo de filósofos conectados entre sí por la devoción a Platón como fuente de sabiduría». Los filósofos platónicos medios heredaron las cuestiones de la Antigua Academia acerca de la interpretación de las llamadas "Doctrinas no escritas de Platón", inspiradas en la filosofía pitagórica, y cómo cuadrar dichas doctrinas con el diálogo del Timeo.
El filósofo más preeminente en este periodo, Plutarco (c. 46/50–120), defendía la libertad de la voluntad y la inmortalidad del alma. Buscaba demostrar que Dios, al crear el mundo, había transformado la materia, cuando el receptáculo de mal, en el alma divina del mundo, donde continuó operando como la fuente de todo mal.  Dios es un ser transcendente, el cual opera a través de intermediarios divinos, que son los dioses y demonios de religión popular. Numenio de Apamea (c. 160) combinó platonismo con neopitagorismo y otras filosofías orientales, en un movimiento que prefiguraría el desarrollo del neoplatonismo.

## Historia
Antíoco de Ascalon (130-68 a. C.), fue alumno de Filón de Larisa, y maestro de Cicerón. A través de su influencia, el platonismo realizó la transición del escepticismo de la Academia de Atenas al eclecticismo. Mientras que Filón todavía se había adherido a la doctrina que no hay nada absolutamente seguro, Antíoco volvió a un pronunciado dogmatismo. Entre otras objeciones al escepticismo estaba la consideración de que sin convicciones firmes ningún contenido racional de la vida era posible. Señaló que era una contradicción afirmar que nada se puede afirmar o probar que nada puede ser probado; que no podemos hablar de ideas falsas y al mismo tiempo negar la distinción entre lo falso y lo verdadero. Expuso los sistemas académico, peripatético y estoico de tal manera que mostrara que estas tres escuelas se desvían unas de otras solo en puntos menores. Él mismo estaba principalmente interesado en la ética, en la que intentó encontrar un camino intermedio entre Zenón, Aristóteles, y Platón. Por ejemplo, dijo que la virtud es suficiente para la felicidad, pero para el grado más alto de felicidad también los bienes externos son necesarios también.
Esta tendencia ecléctica fue favorecida por la falta de trabajos dogmáticos de Platón. El platonismo medio fue promovido por la necesidad de considerar las principales teorías de las escuelas de filosofía post-platónicas, como la lógica aristotélica y la psicología y ética estoica (teoría de los bienes y las emociones).  Por un lado, los platónicos medios se dedicaron como los posteriores peripatéticos a actividades académicas como la exposición de las doctrinas de Platón y la explicación de sus diálogos; Por otro lado, intentaron desarrollar las teorías platónicas sistemáticamente. En la medida en que estaba sujeto a la influencia del neopitagoreanismo, fue de gran importancia para preparar el camino para el neoplatonismo.
El más importante de los platónicos medios fue Plutarco, quien también ganó fama como historiador. Aunque era platónico, estaba abierto a la influencia de los peripatéticos e incluso, en algunos detalles, a los estoicos, a pesar de sus polémicas contra sus principios; rechazó absolutamente solo el epicureísmo. En oposición al materialismo estoico y al "ateísmo" epicúreo, apreciaba una idea pura de Dios que estaba más de acuerdo con Platón. Sin embargo, adoptó un segundo principio para explicar la constitución del mundo físico. Este principio no lo buscó en ninguna materia indeterminada, sino en el alma del mundo malvado que desde el principio había estado ligada a la materia, pero en la creación estaba llena de razón y organizada por ella. Así se transformó en el alma divina del mundo, pero continuó operando como la fuente de todo mal. Él elevó a Dios por encima del mundo finito, pero creía que Dios viene en nuestra ayuda por revelaciones directas; Esto permitió a Plutarco justificar la creencia popular en la profecía. Los dioses de la religión popular son simplemente nombres diferentes para el mismo Ser divino y los poderes que les sirven[6]. Los demonios eran para él agentes de la influencia de Dios en el mundo. Plutarco defendió la libertad de la voluntad y la inmortalidad del alma. Plutarco confirmó la ética platónico-peripatética contra las teorías opuestas de los estoicos y los epicúreos.
Entre los platónicos medios posteriores se encontraban Teón de Esmirna, que escribió una introducción matemática a Platón, y Cayo (siglo II), que era profesor de filosofía platónica. Su alumno, Albino, escribió un relato de sus conferencias, de las cuales poseemos la introducción. Alrededor del mismo tiempo, Alcino escribió un tratado existente sobre el platonismo, en el que postuló tres principios: el primer Dios, las ideas, que se consideran pensamientos de este "primer Dios", y la materia. Apuleyo (c. 125), un escritor popular, expuso un platonismo ecléctico en sus libros Sobre el Dios de Sócrates y Sobre Platón y su Doctrina que están escritos en latín. Máximo de Tiro (c. 180), como Plutarco, se esforzó por salvar el abismo entre un Dios trascendente y la materia asumiendo numerosos demonios como intermediarios. Ático (c. 175) se opuso al eclecticismo que había invadido la escuela y cuestionó las teorías de Aristóteles como una aberración de Platón. Él era un seguidor intransigente de Platón y consideraba la teoría de la inmortalidad como la base de todo su sistema. Sin embargo, en esta teología se acercó más a la idea estoica de la inmanencia.
Numenio de Apamea (c. 160) combinó tanto el neopitagoreanismo como el platonismo. Exhibió un sincretismo lejano. Al igual que Plutarco, supuso que un alma malvada se combinaba con la materia. De esto se deriva la parte mortal del alma humana, que describió como la segunda alma irracional. Debido a su culpa, el alma tuvo que descender de su vida sin cuerpo al cuerpo, y después de su partida del cuerpo, si no necesita someterse a una nueva encarnación, se unirá de manera indistinguible con Dios. Un regalo de Dios es la sabiduría que es el bien más elevado, y este regalo solo se otorga a aquellos que se dedican al bien supremo, excluyendo todos los demás pensamientos.